# صبا محمود
صبا محمود (بالإنجليزية: Saba Mahmood)‏ أستاذة مساعدة في قسم الأنتثروبولوجيا الاجتماعية الثقافية في جامعة بيركلي في الولايات المتحدة. عرفت لكتابها سياسة التقوى والذي كان أطروحتها للدكتوراة في الجامعة.
لها العديد من الإسهامات والدراسات في مجال العلمانية والفكر النسوي مابعد البنيوي والأنثروبولوجيا النسوية.

## روابط خارجية
- نبذة عن صبا محمود في موقع جامعة بيركلي
- صبا محمود في موقع إيمننت فريم
- حوار عن كتاب سياسة التقوى في موقع الجزيرة نت
- مقابلة بالإنجليزية مع صبا محمود